# پروژه فیکان

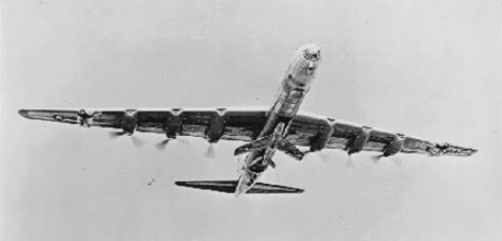
یک جی‌آربی-۳۶ در حال حمل وای‌آراف-۸۴اف

پروژه فیکان (انگلیسی: FICON project) که از عبارت (Fighter Conveyor) استخراج شده، پروژه ای بود که در دهه ۵۰ میلادی توسط نیروی هوایی ایالات متحده آمریکا انجام شد که در آن امکان حمل یک جنگنده ریپابلیک اف-۸۴اف تاندراستریک به عنوان هواپیمای پارازیتی در محفظه حمل بمب بمب افکن کانویر بی-۳۶ مورد آزمایش قرار گرفت.این پروژه به دلیل مخارج بالا و ناکارآمد بودن لغو شد.